# Фанкхаузер, Альфред
Альфред Фанкхаузер (нем. Alfred Fankhauser; 4 ноября 1890, Конольфинген, кантон Берн, Швейцария — 22 февраля 1973, Кёниц, Швейцария) — швейцарский прозаик, драматург, астролог, художник-пейзажист. Доктор философии (1920).

## Биография
Родился в крестьянской семье. Обучался в протестантской учительской семинарии, с 1910 года преподавал в школах кантона Берн.
В 1916—1920 годах изучал историю и психологию в Бернском университете. В Берне стал сторонником социалистического движения, читал литературу, установил личные контакты с социалистами. Начал работать журналистом, в том числе в социал-демократической газете Berner Tagwacht. В 1938 году стал членом социал-демократической партии.
Активный противник национал-социализма.
Был женат пять раз, с тремя из своих жен, у него было пять детей.

## Творчество
Уже первая драма А. Фанкхаузера на бернском диалекте «Крестный путь» («Der Chrützwäg», 1917) отмечена повышенной экспрессивностью в изображении внутреннего разлада, царящего во внешне благополучной крестьянской общине (лжесвидетельства, поджоги, распавшиеся браки, самоубийства). Атмосфера духовной неустроенности, требующая для своего воплощения экспрессивных изобразительных средств, ощущается и в написанном в форме литературного дневника романе «Чудаковатый Петер и его любовь» («Peter der Tor und seine Liebe», 1919). Ещё резче приметы нового литературного стиля выступают в романе «Божественный недуг» («Der Gotteskranke», 1921): склонность героя, капитана швейцарской армии, несущего пограничную службу, к визионерству и экстатическим выпадам против существующего миропорядка («Бог в нас болен») приводит его к дезертирству, желанию уничтожить все границы и мечтам о всемирном братстве людей. В этом романе наметился мотив провидчества, одержимости человека неодолимой «божественной» (или, наоборот, демонической) силой, мотив, который отныне станет сквозным в творчестве А. Фанкхаузера. В это же время писатель публикует теоретическое эссе «Экспрессионизм и импрессионизм» (1920), где объявляет экспрессионистом любого художника (включая самого себя), стремящегося выразить в своих творениях тайный, пророческий смысл.
Те же содержательные моменты разрабатываются в романе «Огненные братья» («Die Brüder der Flamme», 1925), написанном в более спокойном, свободном от нарочитой экспрессии тоне. Это история крестьянина, одержимого неукротимым желанием преображения мира и человека на началах равенства и божественной справедливости. Бернские власти преследуют его как еретика и бунтаря, основавшего в общине секту огнепоклонников-«антонианцев» (существовавшую в долине реки Эмме в начале XIX в.). Самосожжение героя обретает в романе символический смысл, насыщается мифологическим содержанием в духе общего представления об искусстве, призванном стремиться сквозь покровы серой повседневности к надреальным тайнам бытия. Иллюстрации к роману (12 гравюр по дереву) создал художник-экспрессионист В.Нойхаус. Этим романом А. Фанкхаузеру удалось не только преодолеть сопротивление очень сильного в Швейцарии регионализма, но и «укоренить урбанистическое искусство экспрессионизма в крестьянской среде» (Ш. Линсмайер).
В 1925 году А. Фанкхаузер, склонный к выходам в сферы трансцендентального, увлёкся астрологией (идя по стопам художников И. Р. Шорха и Ф. Ходлера) и стал насыщать свои произведения оккультными мотивами, нередко сопровождая их броскими, рассчитанными на внешний эффект сюжетными ходами.
А. Фанкхаузер до глубокой старости писал романы, повести, драмы на бернском диалекте, составлял учебное пособие по астрологии и магии, с конца 1940-х годов много времени уделял живописи (создал более 200 пейзажей), переводил с английского («Оливер Твист» Ч.Диккенса).

## Награды
- 1953 — премия Швейцарского Шиллеровского фонда

### Избранные произведения
Проза
- Das Urlaubsgesuch. Erzählung vom Schweizer Grenzwachtdienst. Benziger, Einsiedeln (1916)
- Peter der Tor und seine Liebe. Delphin, München (1919)
- Der Gotteskranke. Roman. Delphin, München (1921)
- Neuausgabe unter dem Titel Dämon des Herzens: Amonesta, Wien o. J. (1930)
- Tobias Moor. Satire. Mimosa , Berne (1922)
- Madonna. Drei Legenden. Seldwyla, Berne o. J. (1922)
- Von den Werten des Lebens. Essays. Mimosa, Berne o. J. (1922)
- Vorfrühling. Roman. Grethlein & Co., Zürich 1923 (2. A.: Büchergilde Gutenberg, Zürich 1951)
- Die Brüder der Flamme. Grethlein & Co., Zürich (1925)
- Iwan Petrowitsch. Erzählungen aus den Tagen russischer Not. Vaterländische Verlags- und Kunstanstalt, Berlin (1926)
- Die Hand der Mutter. Novelle. Gute Schriften, Basel (1926)
- Engel und Dämonen. Eckart, Berlin (1926)
- Der Herr der inneren Ringe. Eckart, Berlin (1929)
- Eine Mutter sucht ihren Sohn. Erzählung. SJV, Zürich (1932)
- Der Messias. Roman. Büchergilde Gutenberg, Zürich (1940)
- Von Frühling zu Frühling. Schweizer Druck- und Verlagshaus, Zürich (1944)
- Wahlenwart. Büchergilde Gutenberg, Zürich (1944)
- Denn sie werden das Erdreich besitzen. Büchergilde Gutenberg, Zürich (1947)
- Die Allmend. Büchergilde Gutenberg, Zürich (1952)

Лирика
- Tag und Nacht. Gedichte, Berne : Mimosa, o. J. (1924)
- Lied und Gleichnis. Gedichte, Berne (1948)

Пьесы
- Der Chrützwäg (1917)
- Der König dieser Welt. Mimosa, Berne (1925)
- Völkerfreiheit. Festspiel (1930)
- Der neue Michael Kohlhaas, in: Front der Arbeit spricht, S. 5-22. Sekretariat der Sozialdemokratischen Partei, Berne (1935)
- Grauholz und Neuenegg. Dramatische Szene (1940)
- E Schatte fallt, es Liecht geit uf (1946)
- Vo wyt här (1949)
- Gsuecht wird: e Maa, Ein heiteres Spiel mit ernstem Grund (1952)
- Wär isch der Sünder? (1954)
- Gottesgab (1954)
- Salomo vo Blindebach (1956)

Работы по астрологии
- Astrologie als kosmische Psychologie. Pestalozzi-Fellenberg-Haus, Berne (1927)
- Das wahre Gesicht der Astrologie. Orell Füssli, Zürich (1932)
- Magie. Versuch einer astrologischen Lebensdeutung. Orell Füssli, Zürich (1934)
- Horoskopie. Orell Füssli, Zürich (1939)